# Zita af Bourbon-Parma
Zita af Bourbon-Parma (italiensk: Zita Maria delle Grazie Adelgonda Micaela Raffaela Gabriella Giuseppina Antonia Luisa Agnese) (9. maj 1892 – 14. marts 1989) var en italiensk prinsesse, der var den sidste kejserinde af Østrig og dronning af Ungarn fra 1916 til 1918.
Zita var datter af den tidligere hertug af Parma Robert og tilhørte huset Bourbon-Parma. Hun blev gift med den senere kejser Karl 1. af Østrig i 1911. Efter det habsburgske monarkis fald ved afslutningen af Første Verdenskrig levede hun i eksil frem til sin død i 1989.

## Biografi

### Fødsel og familie
Prinsesse Zita blev født den 9. maj 1892 i Villa delle Pianore i Lucca i Norditalien som datter af hertug Robert 1. af Parma i hans andet ægteskab med prinsesse Maria Antonia af Portugal. Hendes far havde været den sidste hertug af det lille hertugdømme Parma i Norditalien men var blevet afsat i 1859 i forbindelse med Italiens samling. På trods heraf besad hertugfamilien fortsat en stor formue og ejede flere slotte i Norditalien, Østrig og Frankrig. Prinsesse Zita var barn nummer 17 ud af en børneflok på 24. Blandt hendes søskende var Prinsesse Marie Louise, som blev gift med fyrst Ferdinand 1. af Bulgarien, Prins Felix, som blev gift med storhertuginde Charlotte af Luxembourg og Prins René, som blev gift med prinsesse Margrethe af Danmark.

### Ægteskab
Zita giftede sig den 21. oktober 1911 på Schloss Schwartzau med ærkehertug Karl af Østrig, søn af ærkehertug Otto af Østrig og Maria Josepha af Sachsen. Ærkehertug Karl var grandnevø af kejser Franz Joseph 1. af Østrig-Ungarn og havde udsigt til at arve den østrig-ungarske trone, da tronfølgeren, Karls onkel ærkehertug Franz Ferdinand, havde indgået et morganatisk ægteskab.

#### Børn
Parret fik otte børn
- Otto (1912-2011)
- Adelheid (1914-1971)
- Robert af Østrig-Este (1915-1996)
- Felix (1916-2011)
- Karl Ludwig (1918–2007)
- Rudolf (1919-2010)
- Charlotte (1921-1989)
- Elisabeth (1922-1993)

### Kejserinde og eksil
I november 1916 døde kejser Franz Joseph, og Karl og Zita blev det nye kejserpar. Selv om der var krig fik de en kroning i Budapest.
Afslutningen af 1. verdenskrig betød enden for monarkiet i Østrig. Den 12. november 1918 udråbtes landet til republik, men det afsatte kejserpar kunne opholde sig nogle måneder i Østrig, som de forlod umiddelbart før vedtagelsen af en lov, der forbød alle medlemmer af huset Habsburg-Lothringen at opholde sig i Østrig. Deres formue blev konfiskeret.
Et par forsøg på at genindføre monarkiet i Ungarn mislykkedes, og Karl tog til Madeira. Her døde han af lungebetændelse i 1922.

### Enke
Ved Karls død blev Zita enke med syv børn under ti år og et barn, som først blev født efter faderens død. Fra Karls dødsdag klædte hun sig i sort. Ældste søn var Otto von Habsburg, der blev medlem af Europa-parlamentet.
Zita levede i landflygtighed i bl.a. Spanien, Belgien, Portugal og Canada, til hun i 1953 slog sig ned i Luxemborg og fra 1962 i Schweiz.
Medens Otto gav afkald på den østrigske trone og frit kunne rejse til Østrig fra 1966, ønskede Zita ikke at give afkald. Den østrigske regering tillod dog den 90-årige Zita at besøge Østrig efter 63 år i eksil.

### Død og begravelse
Zita døde 96 år gammel den 14. marts 1989 i Zizers i Graubünden i Schweiz. Hun blev bisat i Kapuzinergruft i Wien den 1. april 1989 efter en storslået ceremoni i Stephansdom med deltagelse fra alle de lande, som havde hørt under monarkiet, og efter traditionerne i Habsburg-familien. Zitas hjerte opbevares i Muri-klostret i Schweiz.

## Titler
Zita var
kejserinde af Østrig, dronning af Ungarn, dronning af Bøhmen, Dalmatien, Kroatien og Slavonien, Galicien og Lodomerien og Illyrien, dronning af Jerusalem, ærkehertuginde af Østrig, storhertuginde af Toscana og Krakow, hertuginde af Lothringen og Bar, af Salzburg, Steyr, Kärnten, Krain og Bukovina, storfyrstinde af Siebenbürgen, markgrevinde af Mæhren, hertuginde af Øvre og Nedre Schlesien, af Modena, Parma, Piacenza og Guastalla, af Auschwitz og Zator, af Teschen, Friuli, Ragusa og Zara, fyrstelig grevinde af Habsburg og Tyrol, af Kyburg, Görz og Gradisca, fyrstinde af Trient og Brixen, markgrevinde af Øvre og Nedre Lausitz og i Istrien, grevinde af Hohenems, Feldkirch, Bregenz og Sonnenberg, frue af Triest, af Cattaro og på Windische Mark, storvojvodinde af Vojvodina Serbien, infantinde af Spanien, prinsesse af Portugal og Parma.